# Marie Philipp
Marie Philipp (* 3. Juli 1993 in Potsdam) ist eine deutsche Schauspielerin.

## Leben
Marie Philipp wuchs im Michendorfer Ortsteil Langerwisch, einer brandenburgischen Gemeinde in der Nähe von Potsdam auf. Sie begann bereits im Kindesalter mit dem Schauspiel.
So spielte sie in der Kinderserie Das Mädchen mit der Nase mit und absolvierte ihre Schullaufbahn ab der neunten Klasse im Filmgymnasium Babelsberg (BFG). In ihrem Abiturjahr 2012 reiste sie Mitte Juni mit einem Filmteam des Gymnasiums zur Burg Švihov, die Václav Vorlíček als Kulisse für Drei Haselnüsse für Aschenbrödel diente, um dort eine Dokumentation über die Dreharbeiten zu verfilmen, in dem Philipp das Interview moderierte. Der Film mit dem Titel Wo Aschenbrödel wohnte wurde im Rahmen der Ausstellung „Winterzeit ist Märchenzeit – Drei Haselnüsse für Aschenbrödel“ auf Schloss Moritzburg vom 10. November 2012 bis 3. März 2013 gezeigt. Sie unterstützte auch beim Projekt des Drogenpräventionsfilms Crystal Meth der Schülerfirma bfg filmproductions (2017; Buch und Regie: Maximilian Bosch und Josephine Bischof) des Filmgymnasiums für die Polizei Brandenburg, der in Kooperation mit dem Polizeipräsidium Land Brandenburg entstand.
Seit 2014 wohnt sie in Berlin. Dort absolvierte sie ihre Schauspielausbildung auf der staatlich anerkannten Schauspielschule Charlottenburg, die sie im Frühjahr 2017 erfolgreich abschloss. 2016 wirkte sie in dem von Farhot (Deutscher Musikautorenpreis 2015) produzierten Musikvideo zu Gnade von Audio88 & Yassin feat. Nico K.I.Z. mit.

## Theater
Im Abschlussjahr 2017 an der Schauspielschule Charlottenburg trat sie im Rahmen der Abschlussinszenierung der Schule am 15. Februar 2017 an der Berliner Loftbühne in Heike Irmerts Inszenierung Carmen Kittel nach Georg Seidel auf und am 5. Mai 2017 in Claudia Marks Inszenierung von Sarah Kanes 4.48 Psychose am Studiotheater der Schauspielschule auf.
Außerdem spielte sie 2016 im Stück Princess Diaries, einer Monolog-Collage aus Texten von Elfriede Jelinek, Roland Schimmelpfennig und Wallace Shawn am Studiotheater der Schauspielschule mit.
Als Ensemblemitglied des Tourneetheaters Bühne Morgenstern seit 2017 spielt Philipp in den Stücken Laboratorium zum großen Glück nach Motiven von Erich Kästner, Heinrich Böll und den Gebrüdern Grimm, Die Abenteuer des starken Wanja von Otfried Preußler, Oliver Twist nach dem berühmten Gesellschaftsroman von Charles Dickens sowie Ein Weihnachtslied nach der berühmten Erzählung A Christmas Carol von Charles Dickens mit.

## Filmografie
- 2013: Linnea (Kurzfilm, 17 Minuten; Regie: Sven Gielnik)
- 2014: Zurück auf Ende (Nebenrolle; Spielfilm; Regie: Chirus Guder)[14]
- 2015: World of Leem (Nebenrolle; Spielfilm; Regie: Maren Courage)
- 2016: Remainder (Kurzfilm, 17 Minuten; Regie: Emily Manthei)

## Nominierungen und Preise
- 2011: Preis als beste Schauspielerin des 2. Festivals der Ersten Filme[15]
- 2014: Nominiert für Filmfestival Max Ophüls Preis, Kategorie bester Kurzfilm mit Linnea[16][17]